# Pavao iz Tebe
Pavao iz Tebe ili Pavao pustinjak (oko 227. –  oko 342.), svetac i prvi kršćanski pustinjak. Ne smije ga se miješati s Pavlom Jednostavnim, koji je bio učenik Antuna Velikog.

## Životopis
Sveti Pavao Pustinjak rodom je iz Tebaide u Egiptu u kršćanskoj obitelji. Govorio je grčki i egipatski jezik. Poslije smrti roditelja, zbog progona kršćana, Pavao bježi u pustinju. 
Od tada je Pavao svoj bogati dom zamijenio siromaštvom i životom u samoći, posvećen Bogu. Jednom se susreo i s Antunom Pustinjakom koji je zapisao kako su Pavlu služile životinje i ptice nebeske. Umro je u 115. godini života. Njegov blagdan slavi Katolička Crkva i Pravoslavna Crkva 15. siječnja te Istočne pravoslavne Crkve 9. veljače.

## Vanjske poveznice
- Život sv. Pavla, prvog kršćanskog pustinjaka iz Tebe (engl.)
- Catholic Encyclopedia: Sv. Pavao iz Tebe (engl.)